# Burgstall Wartleiten
Der Burgstall Wartleiten bezeichnet eine abgegangene mittelalterliche Höhenburg bei 410 m ü. NHN auf dem Wartleitenberg etwa 600 Meter südöstlich der Kirche von Streitberg, einem Gemeindeteil der Marktgemeinde Wiesenttal im Landkreis Forchheim in Bayern.
Von der ehemaligen Burganlage ist noch der Rest des Bergfrieds erhalten.